# Wydział Fizyki, Astronomii i Informatyki Stosowanej Uniwersytetu Jagiellońskiego
Wydział Fizyki, Astronomii i Informatyki Stosowanej Uniwersytetu Jagiellońskiego – w obecnej formie powstał 1 września 2003 roku w wyniku podziału Wydziału Matematyki, Fizyki i Informatyki UJ.
Główny budynek wydziału mieści się obecnie w Krakowie przy ul. prof. Stanisława Łojasiewicza 11 (przeniesiony we wrześniu 2014 roku z ul. Reymonta 4). Obserwatorium Astronomiczne usytuowane jest w Krakowie przy ulicy Orlej 171.

## Struktura organizacyjna
Obserwatorium Astronomiczne

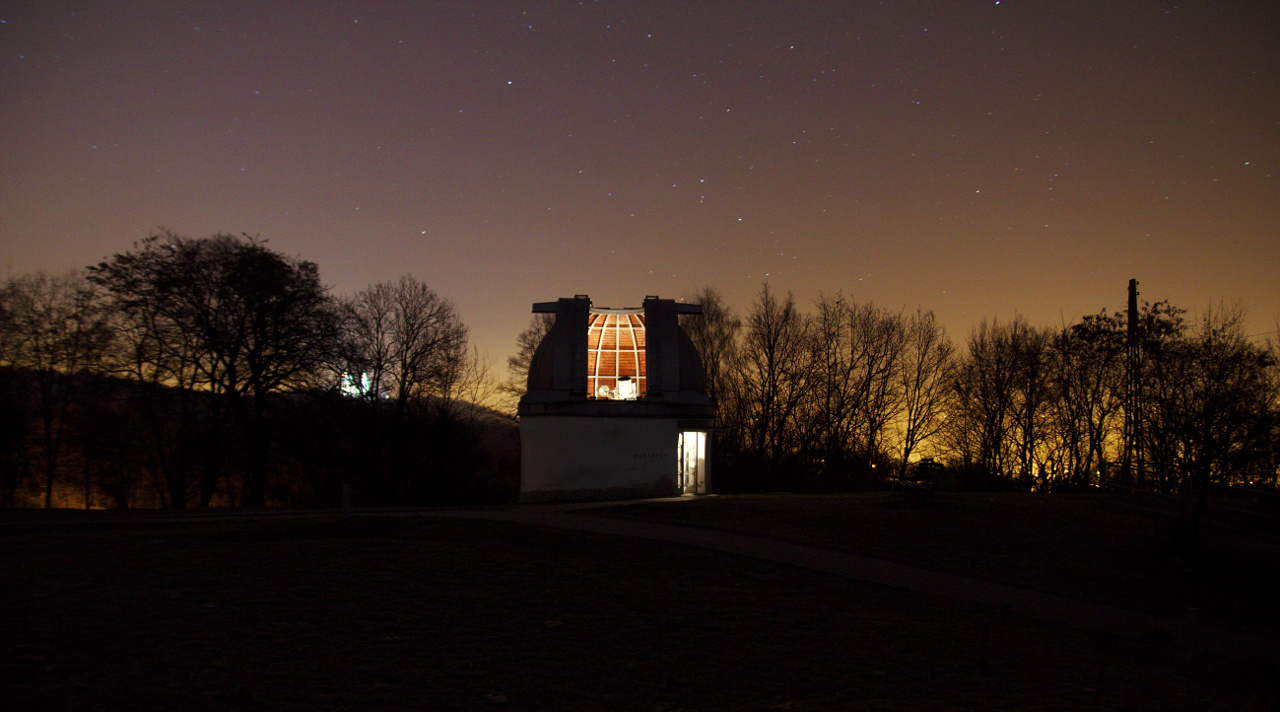
Obserwatorium Astronomiczne UJ nocą

- Zakład Astrofizyki Relatywistycznej i Kosmologii
- Zakład Astrofizyki Wysokich Energii
- Zakład Astronomii Gwiazdowej i Pozagalaktycznej
- Zakład Radioastronomii i Fizyki Kosmicznej

Instytut Fizyki im. Mariana Smoluchowskiego
- Zakład Doświadczalnej Fizyki Komputerowej
- Zakład Fizyki Gorącej Materii
- Zakład Fizyki Medycznej
- Zakład Fizyki Nanostruktur i Nanotechnologii
- Zakład Fotoniki
- Zakład Promieniowania Synchrotronowego
- Zespół Zakładów Fizyki Jądrowej
- Zakład Doświadczalnej Fizyki Cząstek i jej Zastosowań
- Zakład Fizyki Hadronów
- Zakład Teorii Układów Jądrowych
- Zespół Zakładów Fizyki Zaawansowanych Materiałów i Biofizyki Molekularnej
- Zakład Biofizyki Molekularnej i Międzyfazowej
- Zakład Fizyki Ciała Stałego
- Zakład Inżynierii Nowych Materiałów

Instytut Fizyki Teoretycznej
- Zakład Fizyki Statystycznej
- Zakład Kwantowej Teorii Wielu Ciał
- Zakład Optyki Atomowej
- Zakład Teorii Cząstek
- Zakład Teorii Materii Skondensowanej i Nanofizyki
- Zakład Teorii Pola
- Zakład Teorii Układów Złożonych
- Zakład Teorii Względności i Astrofizyki
- Centrum Badań Układów Złożonych im. Marka Kaca

Instytut Informatyki Stosowanej
- Zakład Projektowania i Grafiki Komputerowej
- Zakład Technologii Gier
- Zakład Technologii Informatycznych
- Zakład Zastosowania Metod Obliczeniowych

## Władze
Kadencja 2024–2028:
- Dziekan: prof. dr hab. Zbigniew Postawa
- Prodziekan ds. badań naukowych i rozwoju: prof. dr hab. Leszek Motyka
- Prodziekan ds. studiów: dr. hab. Jacek Zejma, prof. UJ
- Prodziekan ds. infrastruktury i finansów: dr hab. Paweł Węgrzyn